# Borolia rosilineata
Borolia rosilineata là một loài bướm đêm trong họ Noctuidae.